# Logique de la prouvabilité
En logique, une logique de la prouvabilité est une logique modale où l'opérateur modal se lit « il est prouvable que ». Il existe plusieurs logiques de la prouvabilité , par exemple, la logique GL (pour Gödel-Löb) obtenue en ajoutant un axiome qui correspond au théorème de Löb à la logique modale K4.

## Histoire
Tout a commencé lorsque Gödel, en 1933, propose une traduction de la logique intuitionniste en logique modale (la logique modale utilisée s'appelle désormais la logique S4).